# 森下理音
森下 理音（もりした りおん、1983年4月26日 - ）は、日本のAV女優、ストリッパー。
宮崎県出身。

## 出演作品
2003年
- 抱きしめてボイン 大胆!誘惑お姉さま（9月30日、h.m.p / ビークリ）
- お姉さまみたい… 巨乳キューティー（10月26日、h.m.p / ビークリ）
- 悩めるFカップお姉さん（11月21日（レンタル） / 2003年12月10日（セル）、h.m.p）
- 現役キャバ嬢の愛欲24時間 1.5倍の腰でいかせて!（12月21日、h.m.p）

2004年
- バーチャル☆ソープ（2月13日、笠倉出版社）
- Stage（2月21日、ビデオバンク）
- Professional Girl（3月12日、笠倉出版社）
- 中華飯店（4月3日、ドリームチケット）
- 美脚ミュージアム（4月29日、ワープエンタテインメント / Gone）
- バーチャルEX 発情巨乳レースクイーン（6月8日、アイデアポケット / ティッシュ）
- h.m.p カウントダウン2004［Southern Cross］BEST HIT Ranking 4時間（6月10日、ビデオバンク）※総集編
- 拘束巨乳ドール（6月15日、MOODYZ）
- BEST HIT 2004年 ドリームチケット 上半期総集編（7月8日、ドリームチケット）※総集編
- DIGITAL CHANNEL（7月8日、アイデアポケット / SUPREME）
- ザ 3P Bomb 4時間（7月21日、ビデオバンク）
- オナニー4時間 痴女優コレクション（7月23日、笠倉出版社）
- フェライド おしゃぶりスペシャル（10月29日、笠倉出版社）
- THE BEST 放課後ノ女教師special 4（11月17日、ワープエンタテインメント）※総集編

2005年
- 女犯の運命 女処刑人誕生秘話（1月8日、アタッカーズ / 死夜悪）
- THE BEST LEGS&HIPS VER.04（1月19日、ワープエンタテインメント）
- バーチャル☆ソープ 泡姫FIVE Vol.2（1月21日、笠倉出版社 / KASAKURA）
- おしゃぶりメガファック!!!（2月28日、芳友舎 / HOYUSYA）
- THE BEST メイド喫茶（3月15日、ワープエンタテインメント）※総集編
- BEST OF DREAMTICKET EX*SPECIAL A級単体女優 緊急大集合総集編スペシャル3（4月10日、ドリームチケット）※総集編
- 童貞の僕がいとこの巨乳三姉妹の家に居候した。 パート2（6月4日、V&Rプロダクツ）
- 森下理音 Free Sex フリーセックス（6月16日、ヒビノ）
- 奴隷秘書43（6月24日 VHS 、シネマジック / コレクト）
- 発情OL オフィスで…14（6月25日、クリスタル映像 / エルメス）
- デジタル巨乳セレクション（7月1日、アイデアポケット / IDEAPOCKET BEST）※総集編
- 拘束トランス BEST（7月1日、MOODYZ）
- 夏胸（7月9日、フリービジョン）
- 3Pマニア（7月26日、芳友舎）
- 金萬 ゴールドラブジュース（7月29日 VHS / 2005年11月25日 DVD 、マックスエー）
- 若妻の肌ざわり（8月2日、光夜蝶）
- 家庭教師は女子大生 Special 10（8月19日、クリスタル映像）
- 家庭教師はガマンできない19（8月20日、クリスタル映像）
- 発情OL DX5（9月23日、クリスタル映像）
- THE BODY HEAT ナイスボディ12連発（9月23日、クリスタル映像）
- 人妻ストリップ 巨乳くびれ腰 あぁ、麗しの団地妻（10月28日 VHS / 2006年3月24日 DVD 、マックスエー）
- S級素人ギャル千人斬り! 5（レンタル）/ S級 素人ギャル千人斬り!4時間 3（セル）（2005年11月18日（レンタル）/ 2006年3月17日（セル）ケイ・エム・プロデュース / うまなみ。（レンタル）/ おかず。（セル））
- 巨乳×爆乳 GRANDPRIX SPECIAL 9（12月16日、クリスタル映像 / MMC）
- 家庭教師は女子大生8時間100連発!!（12月16日、クリスタル映像 / MMC）
- FETCH&EROTIC お姉さん黒Stocking 2（12月16日、笠倉出版社 / KASAKURA）

2006年
- 人妻愛欲劇場 主人と違うベロの味（1月27日、マックス・エー）
- 人妻はソレをガマンできない （1月27日 VHS / 2006年4月28日 DVD 、マックスエー）
- S級女優露出（2月1日、アイデアポケット）
- 童貞の僕がいとこの巨乳三姉妹の家に居候した。 パート1〜パート3総集編（2月4日、V&Rプロダクツ）※総集編
- 猥褻メガネ （3月15日、ワープエンタテインメント）
- 人妻ストリップ 巨乳くびれ腰 あぁ、麗しの団地妻（3月24日、マックス・エー）
- メガネっ女教師（3月24日、笠倉出版社 / KASAKURA）
- CRYSTAL THE BEST 2005 2nd.（3月31日、クリスタル映像）
- 究極昇天☆逆ソープ 3.5時間 MANIAX（4月21日、笠倉出版社 ）
- 人妻はソレをガマンできない（4月28日、マックス・エー）
- GREATEST HITS GAL'S BEST20 3 4時間スペシャル（4月28日、クリスタル映像）※総集編
- 黒澤あららのぶっかけFUCK BEST（7月1日、アイデアポケット）※総集編
- 金の穴 ゴールドラッシュ（9月22日、マックス・エー）
- VIRTUAL EX PREMIUM BOX（11月1日、アイデアポケット）※総集編

2007年
- バーチャル☆ソープ Memories（1月26日、笠倉出版社）
- ボインハイスクール!!（レンタル）/ ボインハイスクール!!完全版（セル）（4月20日（レンタル）/ 6月22日（セル）ケイ・エム・プロデュース / うまなみ。（レンタル）/ おかず。（セル））
- 奴隷島 第十一章 女捜査官の絶望（9月7日、アタッカーズ）
- 中出し人妻不倫旅行 8（9月14日、ビッグモーカル）
- いやらしい若妻 4（10月12日、ビッグモーカル）
- 中出し人妻不倫旅行 淫悦旅情4時間（12月25日、ビッグモーカル）